# Fillér

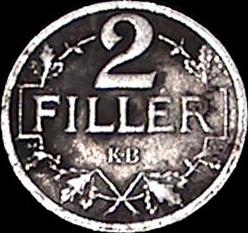
Moneda de 2 Fillér din 1917

Fillér (iar în germană Heller) a fost subdiviziunea Forintului maghiar, a coroanei austro-ungare, a coroanei maghiare (succesoare a coroanei austro-ungare până în 1925) ṣi a pengheului.
Ca origine, Fillérul este echivalentul monedei germane Heller (care a început să fie bătută la Schwäbisch Hall în secolul al XIII-lea), iar valoarea a 8 Filléri era egală cu 1 Kreuzer/Kreutzer (creițar).
1 Forint = 100 Filléri.